# Burunduk kan
Burunduk kan (kazaško Buryndyk han, Būryndyq han), znan tudi kot Murindik (kazaško Muryndyk, Mūryndyq) je bil sin Kerej kana in tretji kan Kazaškega kanata, ki je vladal od leta 1480 do 1511, * ni znano, Uzbeški kanat, † 1511, Samarkand, Buharski kanat. 

## Življenje
Burunduk je postal kan leta 1474. Viri opisujejo njegovo vladavino skupaj z drugimi kani, med katerimi je bil med najbolj avtoritativen Kasim kan, sin Žanibek kana, ki je operiral okoli Balhaškega jezera in reke Karatal. Burunduk je bil šibkejši od Kasima, ki je imel milijone podpornikov, Borunduk pa le sto tisoč. Čeprav je Burunduk veljal za kana, je bil Kasim močnejši in bolj znan, zlasti zaradi svoje vpletenosti v bitke z Mohamedom Šajbanijem. Kazaški sultani so podpirali predvsem Kasima, ki je na vseh pohodih zmagoval in prinašal plen. Sultani so zato Kasima razglasili za kana vseh Kazahov, kar je pomenilo uzurpacijo oblasti, ki je Burunduk ni priznal. 
Leta 1511 je bil Burunduk nasilno odstavljen, vendar ga Kasim ni usmrtil in mu dovolil, da se umakne v Maveranahr. Burunduk je za vedno zapustil domače stepe in odšel v Samarkand, kjer je živel z eno od svojih hčera in tam tudi umrl. Burunduk je bil edini kazaški kan, ki je bil potomec Kerej kana, medtem ko so bili vsi drugi potomci Žanibek kana.